# Sinlije
Sinlije je naseljeno mjesto u Republici Hrvatskoj u općini Cernik u Brodsko-posavskoj županiji.

## Zemljopis
Sinlije se nalaze na padinama Psunja, sjeverno od Cernika. Susjedna naselja su Banićevc na jugu i Ruševac na istoku.

## Stanovništvo
Prema popisu stanovništva iz 2011. godine Sinlije nisu imale stanovnika. 
| broj stanovnika | 42    | 48    | 44    | 69    | 48    | 76    | 61    | 76    | 86    | 82    | 77    | 70    | 41    | 41    | 4     |       |       |
|                 | 1857. | 1869. | 1880. | 1890. | 1900. | 1910. | 1921. | 1931. | 1948. | 1953. | 1961. | 1971. | 1981. | 1991. | 2001. | 2011. | 2021. |